# Il giustiziere (film 1975)
Il giustiziere (The Human Factor) è un film del 1975 diretto da Edward Dmytryk.

## Trama
Addetto della NATO a Napoli indaga sull'attacco terroristico che ha ucciso i componenti della sua famiglia.

## Produzione
Si tratta dell'ultimo lungometraggio diretto da Edward Dmytryk.
Il film è stato girato parzialmente in Italia.